# Escuela Especializada University Gardens
La Escuela Especializada University Gardens también conocida como University Gardens High School (UGHS) es una  escuela especializada en Ciencias y Matemáticas, en la comunidad University Gardens ubicada en la sección de Hato Rey Sur en San Juan, Puerto Rico. Pertenece a la Unidad de Escuelas Especializadas del Departamento de Educación de Puerto Rico. Se diferencia de otras escuelas públicas de Puerto Rico en el sentido de que todos los estudiantes deben tomar pruebas estandarizadas para entrar y mantenerse en la escuela, además de mantener un promedio excelente (3.50), siendo en ranking la escuela número uno en Puerto Rico. 
En esta escuela se le ofrece un currículo diferenciado, dando énfasis al estudio independiente, individualizado de la enseñanza y la investigación en el área de las ciencias y las matemáticas. Cuenta con una facultad altamente preparada, con grados de maestría y estudios doctorales.

## Organizaciones Estudiantiles
University Gardens cuenta con diversas organizaciones estudiantiles desarrolladas por iniciativas de estudiantes para fomentar el desarrollo educativo y social de los estudiantes en diferentes áreas. Entre ellos:
- | Activos                                                     |
| ----------------------------------------------------------- |
| Ayudantes de biblioteca                                     |
| Capítulo Hortus (Sociedad Nacional de Honor de Puerto Rico) |
| ChemClub (ACS)                                              |
| Club 4H                                                     |
| Club de Astrofísica                                         |
| Club de Ingeniería                                          |
| Club de Matemáticas                                         |
| Club de Medicina                                            |
| Club de Programación                                        |
| Club de Teatro                                              |
| Consejo Estudiantil                                         |
| Dance Team                                                  |
| English Club                                                |
| Equipos de Competencias en Ciencias (Science Bowl)          |
| Equipos de Competencias en Matemáticas                      |
| Equipo de Robótica (VEX)                                    |
| Estudiantes de Apoyo a la Tecnología                        |
| Estudiantes Orientadores                                    |
| Family Career and Community, Leaders of America (FCCLA)     |
| Foreign Languages and Culture Club                          |
| Moon Buggy Team                                             |
| Club de Periodismo                                          |
| Visual Arts Club                                            |
- | Inactivos                               |
| --------------------------------------- |
| Chess Club (Club de Ajedrez)            |
| Club de Estudiantes Pro-Ambiente (CEPA) |
| Club de Lectura                         |
| Club "Me Importas Tú" (Fondos Unidos)   |
| Coral Estudiantil                       |
| English Forensics Club                  |